# Pavel Matocha
Pavel Matocha (* 5. prosince 1972) je český publicista a šachista, od května 2020 člen a v letech 2020 až 2022 předseda Rady České televize.

## Život
Vystudoval sociologii na Fakultě sociálních věd Univerzity Karlovy v Praze (získal titul Mgr.). Od roku 1992 pracuje jako novinář. Byl redaktorem týdeníku Euro, v současnosti píše pro Lidové noviny (od roku 2013 součást koncernu Agrofert Andreje Babiše) a Českou pozici (součást koncernu Agrofert od roku 2014) o dění ve světě, o šachu i komentáře k politické situaci. Má také dvouletou externí zkušenost s Českou televizí, kde pracoval v pořadu Černé ovce.
V roce 2004 založil Pražskou šachovou společnost. Pořádá šachové zápasy v České republice, kam zve velmistry i nejlepší světové šachisty současnosti. Jako ředitel festivalu pořádal ČEZ Chess Trophy, jehož se účastnil stávající (červen 2023) nejlepší český šachista David Navara, v roce 2022 také indický šachový velmistr S. L. Narayanan a ve dnech 9. až 11. června 2023 v Obecním domě v Praze také španělsko-lotyšský šachový velmistr Alexej Širov. Pavel Matocha napsal též knihy „Castrovi vězni“ (2001) a „Potíže s hrdiny“ (2004). První pojednává o „kubánském výletu“ Ivana Pilipa a Jana Bubeníka v roce 2001, druhá má podtitul „příběh Franka Reisse“.
V roce 2020 jej navrhly tři instituce (Spolek českých právníků Všehrd, Šachový svaz České republiky a Centrum ekonomických studií Vysoké školy ekonomie a managementu) jako člena Rady České televize. Dne 27. května 2020 jej Poslanecká sněmovna PČR do této funkce zvolila. Získal 108 hlasů ze 193 možných hlasů (ke zvolení bylo třeba alespoň 97 hlasů). V červnu 2020 byl zvolen místopředsedou rady a v prosinci 2020 poté jejím předsedou. Funkci předsedy zastával do prosince 2022, kdy ho vystřídal Karel Novák. Matocha se následně stal místopředsedou rady. Post místopředsedy rady zastával do června 2024.

## Kontroverze
„Důrazně protestujeme proti tomu, abyste se ve funkci předsedy Rady vměšoval do zodpovědnosti vedení ČT a prosazoval zásahy do programu, které se přímo dotýkají obsahové nezávislosti veřejnoprávní televize,” upozornil v otevřeném dopise Pavla Matochu Michal Klíma, předseda nově zřízené české pobočky Mezinárodního tiskového institutu.
V dubnu 2025 Jan Souček, tehdejší generální ředitel České televize, sdělil, že ho Matocha vydíral. Média informovala také o podobném nátlaku na odstoupení předchozího ředitele Petra Dvořáka a Matochově úzkém zájmovém napojení na miliardáře Tykače.

### Spory se serverem HlídacíPes.org
Novinář Vojtěch Berger ve svém článku na serveru HlídacíPes.org kritizoval Pavla Matochu za jeho účast v rozhovoru se Stanislavem Novotným pro kontroverzní Slobodný vysielač, který Berger označuje za alternativní médium a píše, že „Slobodný vysielač měl kromě blízkosti k dezinformačním kruhům blízko i k extremismu, v minulosti dával bez oponentury prostor třeba i lídrovi krajně pravicové Lidové strany naše Slovensko Marianu Kotlebovi.“ Ondřej Neumann na tomtéž serveru pak Matochu obvinil z porušování zákonů o neziskových společnostech a etických norem žurnalistiky. Následně byl vytvořen nesouhlasný otevřený dopis a server HlídacíPes.org opět obvinil Pavla Matochu z porušování zákonů.